# Леттьери, Джино
Джино Леттьери (итал. Gino Lettieri; род. 23 декабря 1966, Цюрих) — итальянский футбольный тренер.

## Биография
Итальянец родился в Швейцарии, но почти всю свою игровую и тренерскую карьеру провёл в Германии. В качестве футболиста выступал за вторую команду клуба «Мюнхен 1860», а также за ряд коллективов из низших лиг. Став тренером, Леттьери в основном трудился в Региональных лигах. Однако в числе его возглавляемых команд есть и «Аугсбург», «Дармштадт 98» и «Дуйсбург».
С 2017 по 2019 год специалист возглавлял польскую «Корону».
После одного сезона, отработанного в тренерском штабе АЕК, специалист вернулся к самостоятельной деятельности в литовском «Паневежисе».

## Достижения
- Победитель Баварской футбольной лиги (2): 2001/02, 2004/05
- Победитель А-лиги Литвы: 2023
- Обладатель Суперкубка Литвы: 2024